# Genevieve Morton
Genevieve Morton (Benoni, 9 luglio 1986) è una modella sudafricana.

## Biografia
Genevieve nasce a Benoni, nella provincia sudafricana di Gauteng, e successivamente, all'età di dodici anni, si trasferisce nella piccola città di Scottburgh, sulla costa sud-orientale di KwaZulu-Natal, nella quale è cresciuta.
Genevieve appare per la prima volta nel 2008 in South African Sport Illustrated, alle Maldive con Settimio Benedusi.
Nel 2010 compie il suo debutto su Sports Illustrated Swimsuit Issue; da lì in poi appare nel 2011 (Figi), 2012 (Zambia), 2013 (Isole di Hayman), 2014 (Svizzera), e nel 2015 (Isole Vergini).
Genevieve è stata votata come donna più sexy del mondo nel 2012 dai lettori di FHM South Africa.